# Guido Berro Oribe
Guido Berro Oribe (Treinta y Tres, Uruguay, 31 de octubre de 1912 - Montevideo, Uruguay, 28 de febrero de 1998) fue un magistrado uruguayo, quien se desempeñó como Fiscal de Corte y Procurador General de la Nación entre 1963 y 1971.

## Primeros años
Nació en Treinta y Tres el 31 de octubre de 1912, hijo de Aureliano Gervasio Berro Antuña y de Esther Oribe Coronel.
En su juventud fue funcionario del Banco de Seguros del Estado. Paralelamente cursó estudios en la Facultad de Derecho de la Universidad de la República, donde se graduó como abogado en 1942.

## Juez de Paz en el interior
En febrero de 1945 inició su carrera judicial al ser nombrado Juez de Paz de la primera sección judicial de Florida, con sede en Florida.
En agosto de 1945 fue trasladado al Juzgado de Paz de la primera sección judicial de San José, con sede en San José.

## Juez de Paz en la capital
En 1946 pasó a cumplir funciones en Montevideo como Juez de Paz de la tercera sección judicial de dicho departamento.

## Juez Letrado en el interior
En 1947 fue ascendido al cargo de Juez Letrado de Artigas, pasando al año siguiente al mismo puesto en Tacuarembó.
En agosto de 1950 fue nuevamente trasladado al Juzgado Letrado de Florida.

## Juez Letrado en la capital
En mayo de 1953 ascendió a cumplir funciones en Montevideo, inicialmente como Juez Letrado del Crimen de Segundo Turno.
En junio de 1954 fue nombrado Juez Letrado en lo Civil de Cuarto Turno,donde permaneció durante más de ocho años.

## Fiscal de Corte
Encontrándose vacante el cargo de Fiscal de Corte desde el retiro de Aníbal Abadie Santos en 1959, el Consejo Nacional de Gobierno propuso en marzo de 1961 a Berro para sustituirlo.
Sin embargo, durante casi dos años su candidatura no reunió los votos necesarios para obtener la venia de la Cámara de Senadores, la que recién le fue concedida por la Comisión Permanente el 8 de enero de 1963, cerca del final de la legislatura.Fue nombrado Fiscal de Corte y Procurador General de la Nación el 15 de enero siguiente.

## Secuestro por el MLN y retiro
El 10 de marzo de 1971 fue secuestrado por un comando del Movimiento de Liberación Nacional-Tupamaros, para ser interrogado por un autodenominado Tribunal del Pueblo sobre distintos aspectos del funcionamiento del Poder Judicial y la Fiscalía, pues se lo acusaba de haber dado instrucciones a los fiscales penales, por presiones del gobierno de Jorge Pacheco Areco, para endurecer su posición en cuanto a las excarcelaciones de presos por motivos de tipo político, y de haber modificado su postura en cuanto a la posibilidad del sometimiento de civiles a tribunales militares.Durante el período de su cautiverio fue interrogado por sus captores y brindó explicaciones sobre su accionar que posteriormente el MLN hizo públicas.
Fue liberado el 23 de marzo siguiente, tras permanecer cautivo durante trece días, y como había adelantado a sus secuestradores, solicitó licencia de su cargo en la Fiscalía de Corte, a la que ya no se reintegró. Fue sustituido en la misma por Fernando Bayardo Bengoa, primero interinamente y luego en forma definitiva.

## Otras actividades
Concurrió a diversos congresos en su país y en el exterior, tuvo actividad docente en distintas instituciones y publicó obras de carácter jurídico. Luego de su retiro de la función pública ejerció su profesión como abogado de forma particular.
Fue también presidente de las Ligas de Fútbol de San José y de Florida.

## Vida personal. Fallecimiento
Contrajo matrimonio en 1937 con María Mercedes Rovira Turell,quien le sobrevivió y con quien tuvo cuatro hijos, Graciela, Aureliano, María Mercedes y Guido Berro Rovira. 
Su hija Graciela Berro fue también abogada y luego magistrada en el Poder Judicial uruguayo, y estuvo casada en la década del 60 con el escritor Eduardo Galeano.Aureliano Berro fue secretario general del Banco Central del Uruguay,en tanto que Guido Berro Rovira es médico y un renombrado especialista en Medicina forense.
Guido Berro Oribe falleció en Montevideo el 28 de febrero de 1998, a los 85 años de edad.